# اومورفیتا
اومورفیتا (به لاتین: Omorfita) یک منطقهٔ مسکونی در قبرس است که در ناحیه نیکوزیا واقع شده‌است.

## خصوصیات
اومورفیتا  ۱۰٬۸۵۶ نفر جمعیت دارد.